# 赤い飛行船
『赤い飛行船』（あかいひこうせん）は、中島梓によるエッセイ集。単行本題名はレッド・ツェッペリンに由来するが、「Led Zeppelin」自体は「赤い飛行船」の意味ではない。
喫茶店での「コーヒーとチーズケーキをわきにおいた、無責任なおしゃべり」を楽しむような気分で書かれたエッセイ集。
1983年6月8日に講談社より単行本（ISBN 4-06-200555-7）として刊行された。表紙は矢吹申彦が担当している。

## 収録作品
1. 赤い飛行船
初出：『若い女性』（講談社）1982年2月号 - 5月号
2. あずさの気まぐれクッキング
初出：『non-no』（集英社）1982年6月5日号 - 1983年2月20日号